# اتوون (لوار-ا-شر)
اتوون (به فرانسوی: Authon) یک کمون در فرانسه است که در canton of Saint-Amand-Longpré واقع شده‌است. اتوون ۳۲٫۲۶ کیلومتر مربع مساحت دارد ۱۳۵ متر بالاتر از سطح دریا واقع شده‌است.